# The Ballad of Buster Scruggs
The Ballad of Buster Scruggs is een Amerikaanse western uit 2018, geschreven en geregisseerd door Joel en Ethan Coen. De zesdelige anthologiefilm werd op 16 november 2018 uitgebracht op Netflix.

## Verhaal
The Ballad of Buster Scruggs is een anthologiefilm bestaande uit zes losse verhalen. De films worden bij elkaar gehouden door het bovenliggende thema: het Wilde Westen. De zes verhalen zijn:
1. The Ballad of Buster Scruggs
2. Near Algodones
3. Meal Ticket
4. All Gold Canyon
5. The Gal Who Got Rattled
6. The Mortal Remains

## Rolverdeling
| Acteur                       | Personage                    |
| The Ballad of Buster Scruggs | The Ballad of Buster Scruggs |
| ---------------------------- | ---------------------------- |
| Tim Blake Nelson             | Buster Scruggs               |
| Willie Watson                | The Kid                      |
| David Krumholtz              | Fransman in saloon           |
| Clancy Brown                 | Norse Joe                    |
| Near Algodones               |                              |
| James Franco                 | Cowboy                       |
| Stephen Root                 | Bankier                      |
| Ralph Ineson                 | Man in het zwart             |
| Meal Ticket                  |                              |
| Liam Neeson                  | Impresario                   |
| Harry Melling                | Artiest                      |
| All Gold Canyon              |                              |
| Tom Waits                    | Prospector                   |
| The Gal Who Got Rattled      |                              |
| Zoe Kazan                    | Alice Longabaugh             |
| Bill Heck                    | Billy Knapp                  |
| Grainger Hines               | Mr. Arthur                   |
| Jackamoe Buzzell             | Andere man                   |
| The Mortal Remains           |                              |
| Tyne Daly                    | Lady                         |
| Brendan Gleeson              | Ier                          |
| Jonjo O'Neill                | Engelsman                    |
| Saul Rubinek                 | Fransman                     |
| Chelcie Ross                 | Trapper                      |

## Productie
In januari 2017 kondigden de gebroeders Coen hun nieuwe project aan, een zesdelige miniserie in samenwerking met Annapurna Television. In 2017 en begin 2018 werden James Franco, Zoe Kazan, Tyne Daly, Willie Watson, Ralph Ineson, Tim Blake Nelson, Stephen Root, Liam Neeson en Brendan Gleeson toegevoegd aan de cast. Er werd gefilmd in Nebraska Panhandle en New Mexico.
In juli 2018 werd aangekondigd dat de zesdelige serie omgezet werd in een speelfilm in zes delen en uitgezonden zou worden door Netflix.

### Release en ontvangst
The Ballad of Buster Scruggs ging op 31 augustus 2018 in première op het Filmfestival van Venetië. De film kreeg positieve kritieken van de filmcritici met een score van 94% op Rotten Tomatoes, gebaseerd op 17 beoordelingen.